# Nicolae N. Stanciu
Nicolae N. Stanciu (n. 1932) este un inginer român, specialist în domeniul televiziunii. A clarificat problema influenței zgomotului de impulsuri asupra calității imaginii de televiziune în funcție de polaritatea semnalului de modulație și a introdus noi parametri privind aprecierea calității imaginii.

## Lucrări (selecție)
- „Bazele teoretice ale televiziunii” (Leningrad, 1964)
- „Tehnica televiziunii în alb-negru” (București, 1965)
- „Televiziunea — baze teoretice” (Berlin, 1972)